# 萩の月
萩の月（はぎのつき）は、1979年（昭和54年）9月から菓匠三全（宮城県仙台市）が販売しているカスタードクリームをカステラ生地で包んだ饅頭型の菓子である。菓子の形と色を「萩の咲き乱れる宮城野の空に浮かぶ名月」と見立てて命名された。現在では宮城県内外の店舗で販売され、1日あたり10万個が製造・販売されている。食品の賞味期限延長に脱酸素剤を利用した先駆けの商品としても知られる。

## 歴史
1964年（昭和39年）の東京オリンピックを境に主力商品のかりんとうの売り上げが芳しくなくなっていた三全工業（後の菓匠三全）は1970年（昭和45年）、伊達騒動を描いたNHK大河ドラマ『樅ノ木は残った』の放送を機に観光客が増加していた宮城県で土産品に新規参入することを決意し、バウムクーヘンをもとに新商品「伊達絵巻」を開発した。また、この商品は「個包装の上で箱に入れる」という方式を採った。1973年（昭和48年）4月に「伊達絵巻」の製造販売が始まり、知名度の低さから当初、デパートでは扱ってもらえなかったが、仙台空港での販売が始まると売り上げを伸ばし、デパートや鉄道弘済会での取り扱いも始まって仙台土産としての地位を確立した。1976年（昭和51年）8月には「伊達小巻」の販売が始まった。
「伊達絵巻」の成功を機に菓匠三全は直営店展開も始めたが、品揃え拡充のために新商品開発にも取り掛かった。「伊達絵巻」、「伊達小巻」に続く3つ目の商品開発では消費者アンケートが参考にされ、その結果、「餡物ではない、また乾いたものでもない、水分を含んでいるしっとりとした生菓子」が消費者に望まれているという分析から、カスタードクリームをカステラで包んだものが発想された。当時、洋菓子店で一番売れている商品はシュークリームであり、贈答品として人気があるのはカステラであると同社は分析し、両者を組み合わせた「萩の月」を開発した。しかし、「萩の月」は保存料を使用しない生菓子だったため日持ちせず、土産品や贈答品としては不適だった。そこで、1970年代中葉に三菱瓦斯化学（現三菱ガス化学）が商品化に成功した脱酸素剤を用いて、賞味期限延長の共同研究を始めた。
1978年（昭和53年）3月1日、初めて仙台空港と福岡空港を繋ぐ定期便が就航したが、これに合わせて運行会社の東亜国内航空（日本エアシステム に社名変更後、日本航空に吸収合併）が、提供する機内菓子を探していた。それを知った菓匠三全が積極的に営業をかけたところ、同社の主力商品である「伊達絵巻」は採用されず、新製品である「萩の月」が採用された。当時は1982年（昭和57年）6月23日の東北新幹線開業前であり、一般の旅行や移動には主に在来線等が利用され、航空便はビジネスマンや要人が利用客の中心という時代であったため、機内菓子は高級に見せる必要があった。そのため「萩の月」は、デザインされた小さな箱に個包装されて供された。
三菱瓦斯化学との3年以上にわたる共同研究の結果、脱酸素剤の原料の鉄の臭いが食品に移らないよう活性炭が加えられた脱酸素剤「エージレス」が完成した。酸素が入らないよう密閉したフィルムで個包装された生菓子「萩の月」は、この「エージレス」を同包することで、保存料なしでも日持ちする土産品「萩の月」へと生まれ変わった。1979年（昭和54年）9月から一般発売される際には、フィルム個包装した上にさらに機内菓子からの伝統の小さな箱で個包装して販売された。
航空便利用客の間で爆発的な人気となった「萩の月」であったが、松任谷由実がラジオ番組内で「萩の月」を絶賛し、「萩の月を凍らせてから半解凍の状態で食べるのが一番好き」と語ったことがきっかけで一般にブレイクしたという逸話もある。また赤塚不二夫の漫画作品にも登場するなど、名称は全国区へ浸透した。1987年（昭和62年）、テレビ番組『ザ・ベストテン』の生中継において「'87未来の東北博覧会」の会場から少年隊が萩の月がおいしいと発言し、これがちょうど仙台七夕やお盆の時期と重なったこともあって、この時は店頭から商品がなくなるほどの売れ行きだった。
萩の月の発売から7年ほど経つと、日本各地で萩の月の模倣品が発売されるようになった。これは、萩の月の製造ラインを担当した機械メーカーが、契約終了を機として、日本全国に同種の製造機械を販売したことが一因と見られている。類似品の商品には月をイメージした名称がつけられていることが多い。
業界紙がアンケートを基に選んだ「20世紀を代表する土産品」では、北海道の白い恋人、福岡県の辛子明太子に次いで、宮城県の萩の月が全国3位になった。
また、2023年にコンサルタント会社GAROOが全国の男女を対象に実施したアンケートを基に選んだ「ご当地おみやげに関する調査」では、北海道の白い恋人、同じく北海道のROYCE’（ロイズ）チョコレートに次いで、萩の月が全国3位になった。

## 関連商品

### 限定商品
宮城県出身である武梨えり原作のアニメ『かんなぎ』のロケ地と推定され、「聖地巡礼」と称してファンが多く訪れた鼻節神社を擁する七ヶ浜町が、2009年（平成21年）夏に『かんなぎ』関連イベントを開催し、「萩の月」と「萩の調」の包装に同アニメのヒロインである"ナギ"を印刷して各々「ナギの月」と「ナギの調」と命名し、景品として配った。
2018年には久保史緒里版萩の月が販売された。

### 萩の調
姉妹品としてチョコレートクリームを用いた萩の調（はぎのしらべ）が発売されている。第34回モンドセレクション特別金賞受賞。東日本大震災後に販売休止となっていたが、2019年から期間と個数限定でオンラインショップでの販売を再開した。

## CM
テレビコマーシャルには、宝塚歌劇団に所属する生徒が出演している。代々宮城県出身の男役が起用されてきたが、海隼人の後任には礼真琴（東京都江戸川区出身）が起用された。
|   | イメージキャラクター             | 出身地         |
| - | -------------------------------- | -------------- |
| 1 | 杜けあき（元雪組トップスター）   | 仙台市         |
| 2 | 朝海ひかる（元雪組トップスター） | 仙台市         |
| 3 | 海隼人（元星組男役）             | 大崎市         |
| 4 | 礼真琴（元星組トップスター）     | 東京都江戸川区 |
| 5 | 風間柚乃(月組男役)               | 東京都品川区   |

このほか2014年10月から熊谷和徳と岩田華怜（当時AKB48）を起用したCMが放送を開始し、2016年1月に新作が放送された。2021年現在は宝塚歌劇団によるCMが放送されている。
なお、CMソングは大和田りつこ「お菓子は夢のパスポート」（日本コロムビア 1998年02月21日発売）が使われた時期があるが、2008年（平成20年）からは浜田真理子が起用されている。